# Be-Bound
Be-Bound était une startup française dans le domaine des télécommunications, créée par Albert Szulman en 2011.
La Start-up a cessé ses activités et été liquidée en avril 2020, sous la Direction de Yazid Chir. 
Be-Bound avait développé une technologie brevetée qui permettait à tout smartphone ou device de rester connecté à Internet, quel que soit le réseau disponible (4G, 4G, Wifi, Edge, SMS) et leur qualité, permettant ainsi de couvrir 95 % de la population mondiale, sans avoir besoin d’investir dans des infrastructures supplémentaires.

## Historique
Albert Szulman fonde Be-Bound à Versailles en 2011. Yazid Chir le rejoint fin 2012, juste avant de gagner le deuxième prix à Le Web, la "grand-messe" Internet Européenne de l'époque, créée par Loïc et Géraldine Lemeur.
En 2014, Be-Bound s’associe avec l’opérateur téléphonique Djezzy pour s'implanter en Algérie. Grâce au travail réalisé par Michel Ktitareff et Albert Szulman en Asie, avec le support de Business France. L'entreprise signe un MoU avec le Gouvernement du Bangladesh en 2016, et remporte un appel d'offres pour se lancer dans ce pays . 
La même année Be-Bound se déploie en Tanzanie en annonçant un partenariat avec l’opérateur mobile tanzanien Halotel, et profite d'un voyage Présidentiel en Inde pour y préparer son déploiement. Mi-2017, une bonne partie du gouvernement indien est favorable à la solution Be-Bound pour donner accès à Internet à tous les indiens vivant loin des grandes villes (240 000 villages comptant plus de 700 millions de personnes), à la suite de plusieurs mois de tests concluants avec l'opérateur d'Etat BSNL dans le Nord de l'Inde.
En 2016, la startup est hébergée au Palo Alto Research Center (PARC). C'est la première start-up non américaine hébergée par le PARC qui l'aide à faire évoluer sa technologie pour la rendre plus facile à déployer.

## Activités
Cette startup propose un service B2B permettant l'accès aux services et applications Android partout, peu importe le réseau (2G, 3G, 4G, Wifi) et sa qualité. Cette technologie permet ainsi le transport des données pour 95 % de la population mondiale en utilisant tous les réseaux disponibles, y compris le réseau 2G. Elle a suivi une logique de partenariat, tant avec les opérateurs mobiles qu'en s'associant avec différentes entreprises locales pour fournir ses services dans les pays ciblés.
L'entreprise ciblait les entreprises, opérateurs mobiles, développeurs, et gouvernements afin d'offrir des applications performantes pour tous, partout où la connectivité est limitée, notamment les pays émergents et en particulier le continent africain. La Vision de Albert Szulman était de contribuer à résoudre la fracture numérique mondiale en optimisant l'utilisation des réseaux déployés.